# آنابل ورنون
آنابل ورنون (انگلیسی: Annabel Vernon؛ زادهٔ ۱ september ۱۹۸۲ (۴۲ سال)) ورزشکار روئینگ اهل بریتانیا است.
وی در مسابقات کشوری و بین‌المللی در مجموع برندهٔ ۲ مدال طلا، ۲ مدال نقره شده‌است.